# Aicsi körzet
Aicsi (愛知郡, aicsigun) az Aicsi prefektúra egyik körzete Japánban.
2003-ban a körzet népessége 83 616 fő, népsűrűsége 2113,12 fő per km² volt. Teljes területe 39,57 km².

## Városok és falvak
- Nagakute
- Tógó